# 마리트사 로드리게스
마리트사 로드리게스(Maritza Rodríguez, 1975년 9월 1일 ~ )는 콜롬비아의 배우, 모델이다.